# Chiptuning
Chiptuning is het elektronisch opvoeren of de prestatieverbetering van moderne automotoren.

## Algemeen
De meeste motoren in moderne auto's worden door een electronic control unit (ECU) aangestuurd. Deze regelt continu onder meer de ingespoten hoeveelheid brandstof, de turbodruk en het ontstekingstijdstip. Bij chiptuning bewerkt men de programma’s die aan de hand van vele parameters (gemeten waarden) het motormanagement vormen. De chips in een ECU zijn geladen met software. Vaak zijn deze programma's geschreven ver binnen de maximale belasting van de desbetreffende automotor. De ruimte biedt dus de mogelijkheid de automotor te chiptunen, zonder dat de motor onherstelbaar beschadigd raakt.
In België worden auto's zelfs gechiptuned in de omgekeerde richting omdat de wegenbelasting daar is bepaald op het motorvermogen. Sterke motoren worden bij aankoop softwarematig teruggeregeld om deze aantrekkelijker te maken voor de markt.
Met chiptuning stemt men die parameters opnieuw, maar dan meer ideaal, op elkaar af. Dit alles resulteert bij motoren met turbo of een andere vorm van laaddrukverhoging van 20 tot 40% prestatieverbetering, dus koppel (trekkracht) en vermogen (topsnelheid). Bij atmosferische motoren is de winst een 6 à 8%. Hierdoor kan de auto sneller optrekken en wordt de topsnelheid verhoogd. Bij een onveranderde rijstijl is een brandstofverbruikvermindering realiseerbaar omdat het rendement van de motor wordt verhoogd. De motor wordt levendiger en reageert sneller op gaspedaalbewegingen.
Chiptuning in Nederland is legaal zolang men binnen alle wettelijke milieugrenzen blijft die in Nederland gelden.

## Chiptuning van het motormanagement
Als er een elektronisch geregelde inspuiting en ontsteking aanwezig is, ook wel motormanagement genoemd, is chiptuning mogelijk. Het managementsysteem (ECU) is de plaats waar alle informatie van de motor binnenkomt. De computer geeft aan de hand van de gemeten gegevens, waardoor de motor krachtiger wordt en meer paardenkracht krijgt.
In de motor zitten op diverse plaatsen sensoren die informatie naar het management sturen. Door middel van chiptuning gaat men hier ingrijpen. De computer gebruikt het programma dat de constructeur heeft ingevoerd om alles te sturen. Het programma bepaalt de hoeveelheid brandstof die mag worden ingespoten en op welk tijdstip. Bij chiptuning beïnvloedt men die software.
De nieuwste ECU's dienen uitgebouwd te worden om de anti chiptuning beveiliging (TPROT) te omzeilen en rechtstreeks de chips aan te spreken.

## Tuning via een powerbox
Een andere mogelijkheid om het motorvermogen aan te passen is om de waarden die de sensoren naar de ECU sturen te verzwakken, waardoor de ECU zelf deze waarden weer corrigeert. De methode noemt men ook wel powerbox tuning, tuningsbox, piggy-back tuning, bypass module.
Deze powerbox verzwakt de werkelijke sensorwaarde (bijvoorbeeld de turbodruk bedraagt 1,0 bar), echter "denkt" de ECU dat de turbodruk bijvoorbeeld 20% minder is, oftewel 0,8 bar. Doordat de ECU door middel van een berekening "weet" dat er op dit punt een turbodruk van 1,0 bar nodig is, zal de ECU onmiddellijk deze waarden aanpassen en de laaddruk naar 1,0 bar verhogen. In werkelijkheid is de turbodruk dus 1,25 bar, ofwel 25% hoger.
Ditzelfde proces is toepasbaar op de inspuitdruk van bijvoorbeeld een commonrailmotor. Door de inspuitdruksensor een lagere waarde voor te houden dan de ECU zelf al berekend had, wordt de werkelijke inspuitdruk verhoogd. Het effect dat hierbij optreedt, is dat in een kortere tijd dezelfde hoeveelheid brandstof wordt verbrand. De verbranding is dus korter. De motorefficiëntie neemt hierdoor toe (lees: meer vermogen), maar daarmee ook de verbrandingskamertemperatuur. Een producent van dit soort producten zal dit moeten meten en verwerken in zijn powerbox, omdat te hoge temperaturen kunnen leiden tot een hogere uitstoot van stikstofoxiden.
Powerboxtuning wordt sinds 2010 populairder, omdat merken zoals Volkswagen, BMW, Audi, Seat, Škoda en Mercedes kunnen "zien" of een auto gechiptuned is. Na het ontdekken hiervan wordt een auto uitgesloten van fabrieksgarantie.

## OBD-tuning
OBD staat voor on-board diagnostics. Hier worden de gegevens, ook wel mappen, van het motormanagement uitgelezen via de storingsdiagnosestekker en vervolgens in een programma gewijzigd. Bij OBD-tuning hoeft dus niet gesoldeerd te worden, dit in tegenstelling met chiptuning. OBD-tuning is dus eenvoudiger.
De levensduur van een motor wordt bij verantwoorde tuning niet bekort, indien de tuner vooraf precies uitgezocht heeft wat de verschillen per motorvermogen zijn. 
De leeftijd of kilometerstand van de motor maakt wel degelijk uit. Een motor met meer dan 250.000 km op willen opvoeren is vanzelfsprekend riskant vanwege de slijtage Tegen OBD-tuning worden sinds 2010 steeds strengere maatregelen genomen door de fabrikanten. Er wordt gebruikgemaakt van zogenaamde anti-tuning protectiemaatregelen, waardoor OBD-tuners en chiptuners de verzegeling van de ECU moeten verbreken om in de data van de ECU te kunnen komen. Zodra de merkdealer dit vaststelt, vervalt de garantie. Tevens zijn er in 2013 ECU's op de markt gekomen die qua software zo streng beveiligd zijn, dat zelfs openbreken niet meer helpt, de chiptuning en of OBD-tuner zoekt dan zijn toevlucht tot een externe ECU, ook wel powerbox genoemd.

## Risico's chippen van een auto
Chiptuning middels OBD-tuning kent een aantal risico's: als de software niet goed wordt overschreven bij OBD-tuning, kan de motormanagementcomputer kapot gaan. Dit betekent dat de ECU niet meer direct kan communiceren met de computer.